# Avenue Émile-Acollas
L'avenue Émile-Acollas est une avenue du 7e arrondissement de Paris.

## Situation et accès
Longue de 110 mètres, elle débute rue Jean-Carriès et finit place Joffre.
Le quartier est desservi par les lignes 6, 8 et 10, à la station La Motte-Picquet - Grenelle.
En 2022, le prix moyen du m2 sur l’avenue se situe dans une fourchette comprise entre 15 721 € et 32 416 €, avec un prix moyen de 18 900 €.

## Origine du nom

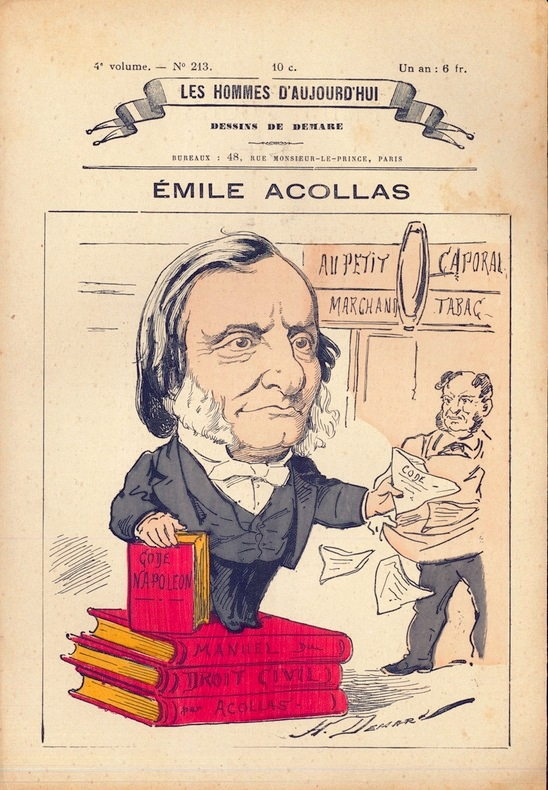
Caricature d'Émile Acollas.

Elle doit son nom à Émile Acollas (1826-1891), juriste et homme politique français.

## Historique
La place est créée et prend sa dénomination actuelle en 1927 sur les terrains détachés du parc du Champ-de-Mars.
Le 15 mai 1949, l’avenue accueille, pour la première fois, le « Grand Prix des Garçons Coiffeurs ». Les concurrents, vêtus de la traditionnelle blouse blanche et équipés de leurs rasoir, peigne et tondeuse, doivent, au signal, rejoindre en courant le kiosque à musique de l’avenue et s’y précipiter sur des clients qu’il s’agit de coiffer, frictionner et brillantiner en un temps record.

## Bâtiments remarquables et lieux de mémoire
- No 1 : immeuble de 1929 (le permis de construire date du 20 mars 1928) construit par l’architecte Michel Bridet, signé en façade. En 1940, la baronne de Nieuwenhove y réside[3].

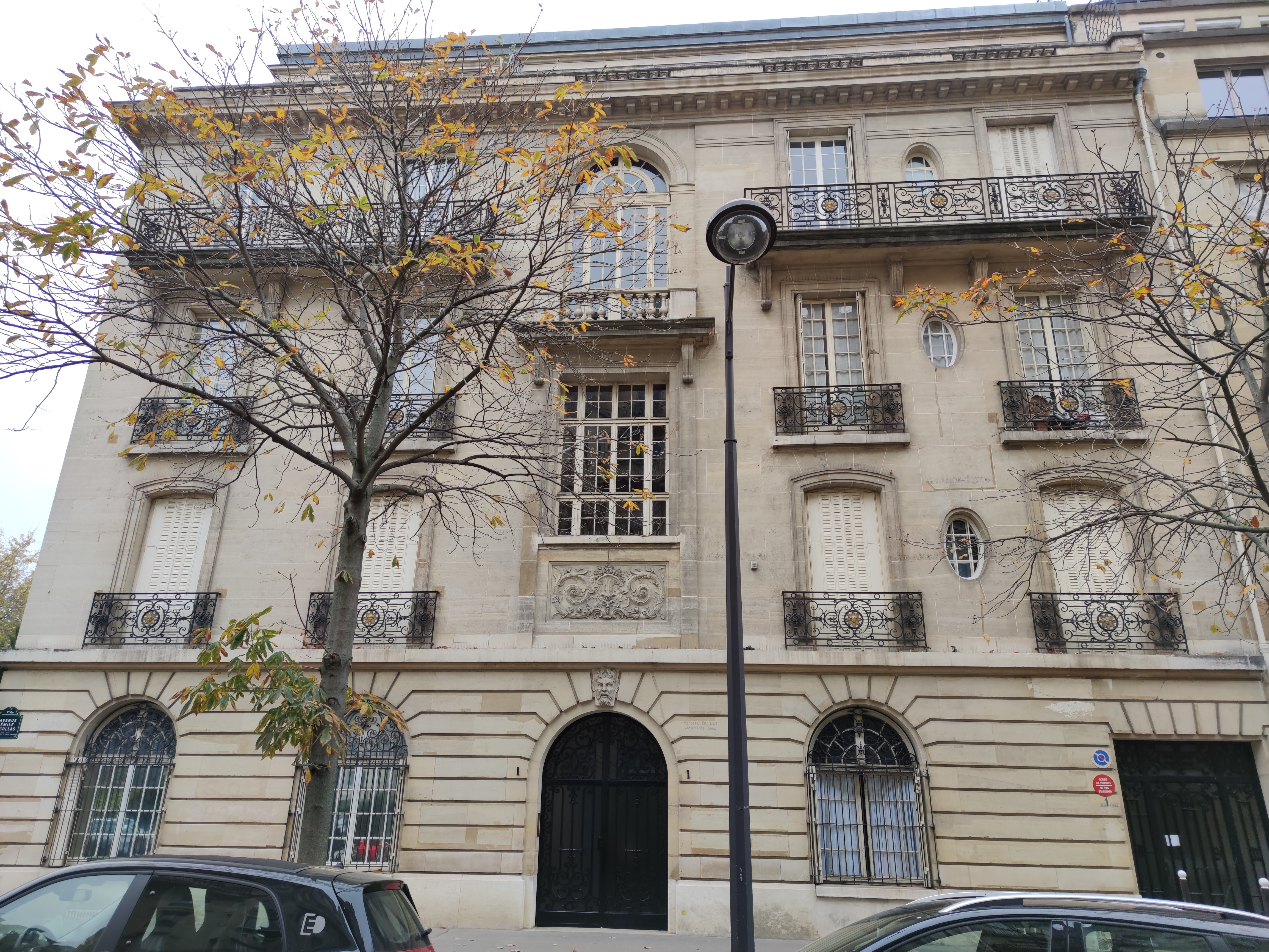
No 1 (angle rue Jean-Carriès).
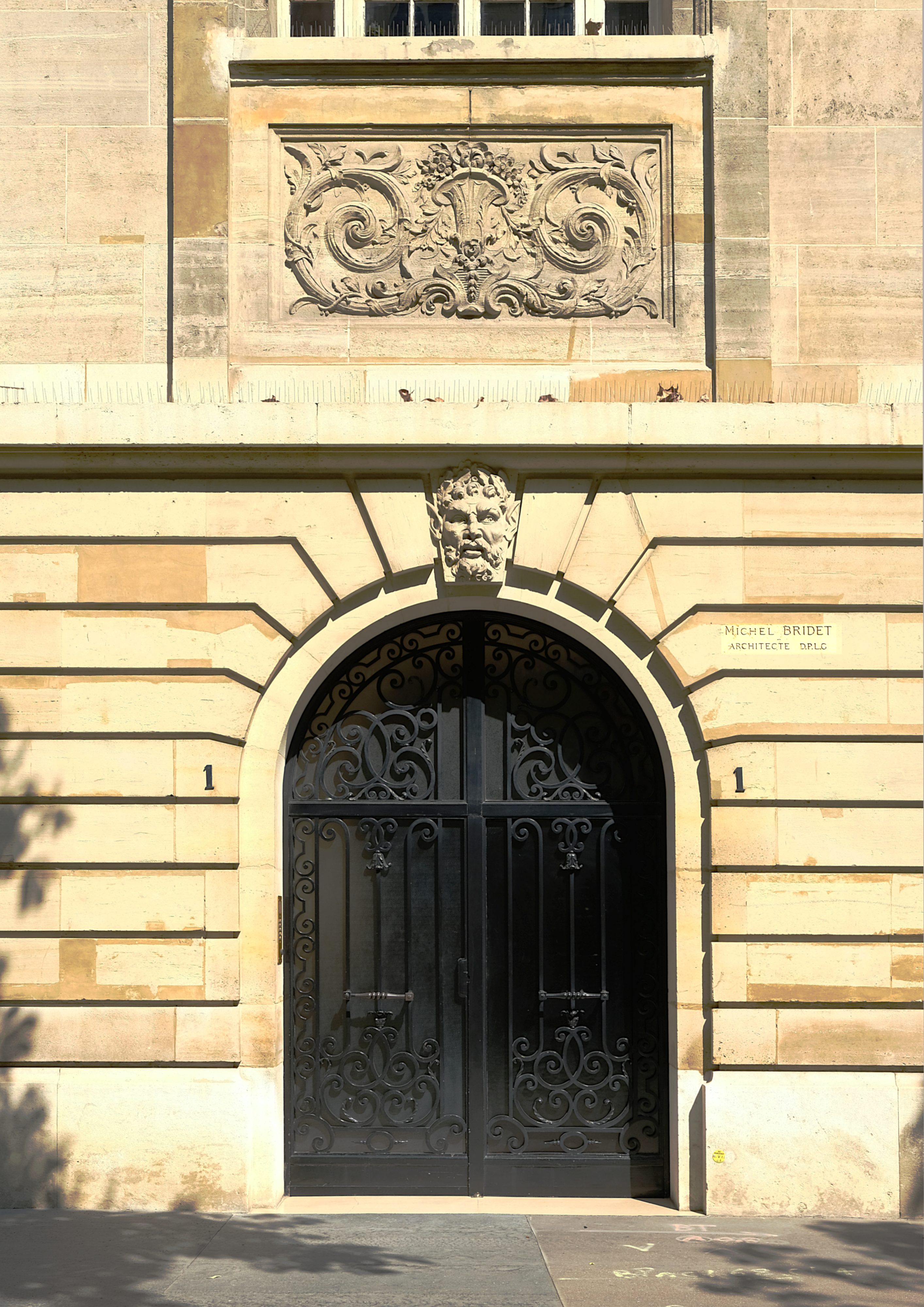
Signature sur la droite de la porte.

- No 2 : le prêtre catholique Jean de Mayol de Lupé (1873-1955), aumônier militaire de la Légion des volontaires français puis de la division SS Charlemagne, réside à cette adresse en 1947[4].
- Nos 4-6 : l’économiste et homme d’État Raymond Barre (1924-2007) y est locataire d’un appartement à la fin des années 1970[5].
- No 5 : immeuble d’habitation de 1931 construit par l’architecte Jacques Bonnier[6], composé à l'origine de deux duplex superposés présentés comme deux hôtels particuliers[7]. Les ferronneries sont l’œuvre de Raymond Subes[8].
- Nos 8-10 : immeuble de 1929 construit par les architectes Marcel Julien et Louis Duhayon[9], signé en façade ; à cette adresse ont vécu l’éditeur et producteur Cino Del Duca (1899-1967), de 1941 à 1967, et l’historien Maurice Baumont (1892-1981), comme le signalent deux plaques apposées sur la façade.

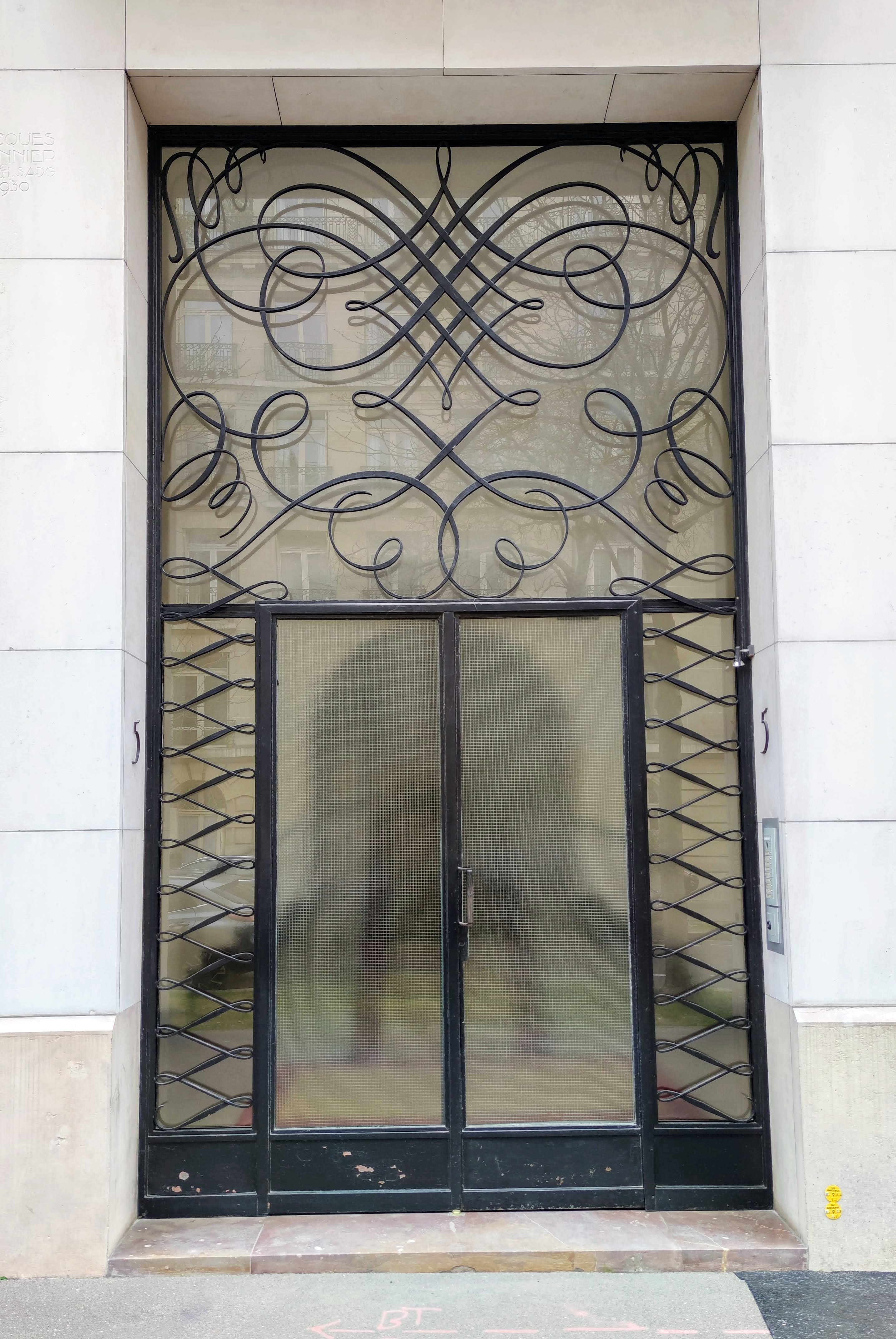
No 5 : entrée.
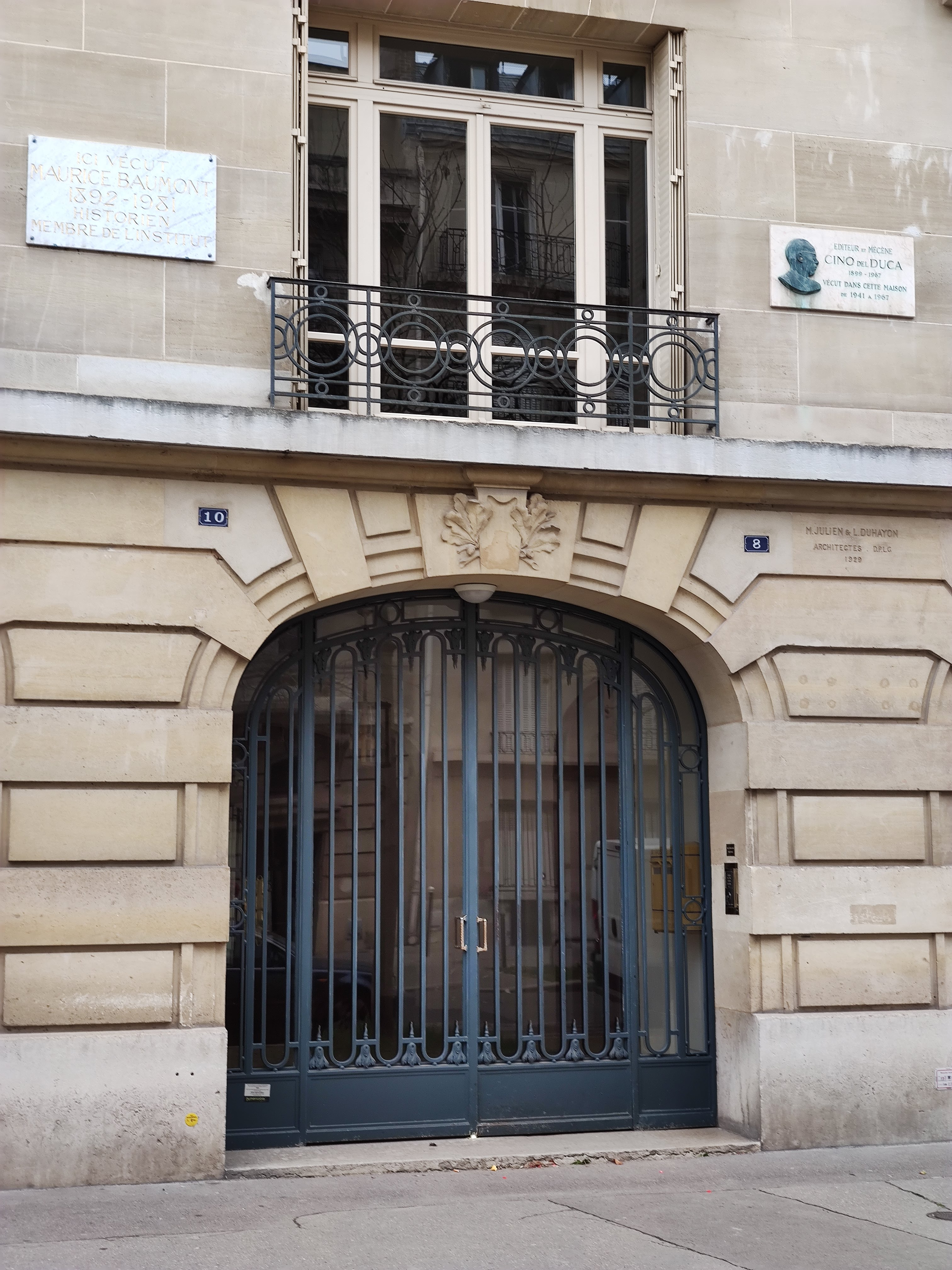
Nos 8-10.

- No 12 : immeuble de 1939 construit par les architectes Duval et Gonse, signé en façade.